# TOSLINK

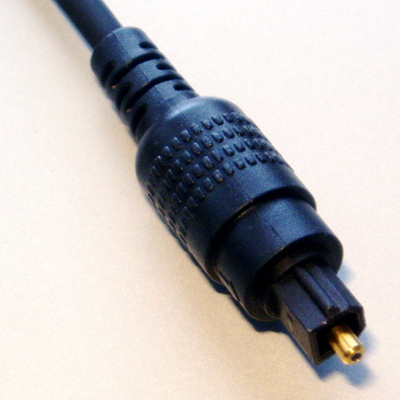
TOSLINK

TOSLINK je standardizovaný propojovací systém optických kabelů. Nejčastěji se používá ve spotřební elektronice k propojeni audio vybavení, kde se po optickém kabelu přenáší digitální audio ve formě digitálního proudu dat mezi komponentami jako MiniDisc, CD/DVD přehrávač, případně AV receiver. TOSLINK může být buď v levném provedení 1mm plastový optický vodič nebo pro vyšší kvalitu kabel z několika optických vláken, případně skleněné vlákno pro nejvyšší kvalitu.
TOSLINK byl vyvinut v laboratořích Toshiba pro propojování CD přehrávačů s AV receivery pomocí PCM datových proudů. Později jej začaly používat i ostatní firmy. První TOSLINK aplikace používaly raw data stream, který ale ustoupil dnešnímu standardu S/PDIF. Používá se také k propojování Dolby Digital/DTS dekódérů.
Je spousta aplikací, které TOSLINK používají, nicméně nejčastější je právě v propojování audio zařízení pomocí JIS F05 (JIS C5974-1993 F05) konektoru.
TOSLINK je registrovanou obchodní značkou firmy Toshiba Corporation. Často jsou vidět různé variace jména jako TOSlink, TosLink a Tos-link. Obecné označení standardu je EIAJ.

## Historie
Toshiba vytvořila TOSLINK, aby připojila své CD přehrávače k přijímačům, které vyráběla, pro proudy zvuku PCM. Softwarová vrstva je založena na "Sony / Philips Digitálním rozhraní" (S/PDIF), zatímco hardware vrstva využívá optický přenosový systém, nikoli elektrickou (měděnou) hardware vrstvu S/PDIF. TOSLINK byl brzy přijat výrobci většiny CD přehrávačů. Často se může nalézt na zdroji videa (DVD a Blu-ray přehrávače, kabelové boxy a herní konzole) pro připojení digitálního audio proudu k Dolby Digital/DTS dekodérům.
Jméno je registrovanou ochrannou známkou Toshiba, vytvořenou z TOShiba-LINK. Variace jména, jako jsou TOSlink, TosLink a Tos-link, jsou také viditelné, zatímco oficiální generické jméno pro standard je EIAJ optický.
ADAT Lightpipe nebo jednoduše ADAT Optical používá optický přenosový systém podobný TOSLINK a je používán v profesionální hudební/audio průmyslu. Zatímco formát ADAT Lightpipe používá stejné JIS F05 konektory jako TOSLINK, formát dat ADAT Lightpipe není kompatibilní s S/PDIF.